# نصيلة (حجة)

تعديل مصدري - تعديل

نصيلة هي إحدى قرى عزلة خولان بمديرية حجة التابعة لمحافظة حجة، بلغ تعداد سكانها 185 نسمة حسب تعداد اليمن لعام 2004.